# Ludvig af Orléans
 Der er for få eller ingen kildehenvisninger i denne artikel, hvilket er et problem. Du kan hjælpe ved at angive troværdige kilder til de påstande, som fremføres i artiklen.

Ludvig af Orléans (Louis d'Orléans, duc d'Orléans) (født 4. august 1703 på Slottet i Versailles, død 4. februar 1752), var en fransk prins og hertug af Orléans.

## Forfædre
Ludvig af Orléans var sønnesøn af hertug Philippe af Frankrig, Hertug af Orléans og dattersøn af kong Ludvig 14. af Frankrig. Både gennem sin far og sin mor var han oldesøn af kong Ludvig 13. af Frankrig og dronning Anna af Frankrig.

## Efterkommere
Ludvig af Orléans giftede sig den 13. juli 1724 med Auguste af Baden-Baden (1704-1726). Hun var datter af markgreve Ludwig Wilhelm af Baden-Baden (kaldet Türkenlouis).
Parret fik to børn, deriblandt Ludvig Filip 1. af Orléans (1725-1785), der blev farfar til kong Ludvig-Filip af Frankrig, som regerede fra 1830 til 1848.